# 李公佐
李 公佐（り こうさ、生没年不詳）は、唐代（8世紀後半から9世紀初頭）の伝奇作家・官僚。字は顓蒙（せんもう、『神仙感遇伝』による）、排行は二十三（『謝小娥伝』）。隴西の人（「古岳瀆経」）。進士に及第するが、年代は不明（『神仙感遇伝』による）。

## 略歴
大暦年間（766年 - 779年）、廬州にいた（『酉陽雑俎』諾皋記上）。
785年、襄州にあり、白行簡と婦人の品格について語り、白行簡に『李娃伝』の執筆を勧める（「李娃伝」）。
797年、瀟湘浦・蒼梧山をさすらう（『古岳瀆経』）。
802年8月、蘇州から洛陽に行く。途中、淮浦において『南柯太守伝』（zh:南柯太守傳）を著す（『南柯太守伝』）。
811年、洪州の江南西道都団練観察使の従事となり、5月に都に使して、漢南を経て帰る（『廬江馮媼伝』）。813年、江南西道の判官を辞め、建康に遊ぶ。瓦官寺で謝小娥に会う（『謝小娥伝』）。同年冬、常州に給事中孟簡を見送り、朱方に行き、浙江西道観察使薛苹のもとに身を寄せる（『古岳瀆経』）。
814年、洞庭湖に遊んで包山に登る（『古岳瀆経』）。
818年夏、長安に帰り、善義寺で謝小娥と再会する（『謝小娥伝』）。

## 代表作
- 『南柯太守伝』
- 『謝小娥伝』
- 『廬江馮媼伝』
- 『古岳瀆経』